# Alopecoenas sanctaecrucis
Alopecoenas sanctaecrucis е вид птица от семейство Гълъбови (Columbidae). Видът е застрашен от изчезване.

## Разпространение
Видът е разпространен във Вануату и Соломоновите острови.